# Zenowiczowie herbu Deszpot

Deszpot – herb Zenowiczów

Zenowiczowie (Zienowiczowie, Despot-Zenowiczowie, Deszpot-Zenowiczowie, biał.: Зяновічы) – litewski i polski ród szlachecki herbu Deszpot, którego przedstawiciele w XVI-XVII wieku piastowali urzędy senatorskie w Wielkim Księstwie Litewskim i Rzeczypospolitej Obojga Narodów. Przydomek „Despot” („Deszpot”) pojawił się pod koniec XVII wieku na podstawie legendy o pochodzeniu Zenowiczów od despotów Serbii. W okresie zaborów ród Despotów-Zenowiczowów został zaliczony w poczet szlachty rosyjskiej guberni mińskiej.

## Pochodzenie rodu
Według legendy ród pochodził z Serbii, a jego protoplasta jakoby rządził w Hospodarstwie Mołdawskim – stąd przydomek Despota. Po inwazji tureckiej w końcu XV wieku, uciekł na Litwę. Pierwszym znanym przedstawicielem rodu był Bratosza (Bratosz) wymieniany w 1387 r. wśród członków rady księcia połockiego Andrzeja Olgierdowica.
Owego Bratoszę wiązano z Vratko Nemanią („Kniżo Wratko”), przedstawicielem bocznej linii Nemaniczów wywodzącej się od Wukana Nemanicza. Ów  Vratko Nemanjić był ojcem Milicy Hrebeljanović (Милица Хребељановић), żony Łazarza I.
W 1397 Bratosza był posłem litewskim w Republice Nowogrodzkiej. W latach 1398–1404 zasiadał w radzie książęcej Witolda. Pod datą 1401 r. wraz z Bratoszą wymieniany jest jego syn, Zenobi (Zenon), od którego imienia cały ród przyjął nazwisko Zenowicz.
W 1410 r. ojciec i syn uczestniczyli w bitwie pod Grunwaldem.
O innym z Zenowiczów, Andrzeju, pisze się, iż przeniósł się pod koniec XIV wieku z Litwy do Moskwy, gdzie on i jego potomkowie przybrali nazwisko Zinowjew. Z tego rodu pochodzili m.in. Аleksy Zinowjewicz Zinowjew (1801—1884), filolog i historyk; Michaił Aleksiejewicz Zinowjew (1838—1895) – generał, gubernator inflancki czy Lidia Zinowjewa-Annibał, (1866—1907), pisarka, żona Wiaczesława Iwanowa.
Główna linia Zenowiczów w XV i XVI w. była charakterystycznym dla Wielkiego Księstwa Litewskiego rodem ruskich bojarów prawosławnych, którzy w XVI w. zaczęli sięgać po wysokie godności w państwie. Podstawą ich znaczenia były nadane im prawem dziedzicznym Smorgonie i włość od Dzisny do Myszy oraz dzierżawa Orszy. Na przełomie XVI i XVII w. byli spokrewnieni z wieloma rodami magnackimi. W XVI w. Zenowiczowie zaczęli się polonizować i porzucać prawosławie, najpierw na rzecz protestantyzmu (szczególnie kalwinizmu), a potem katolicyzmu.

## Przedstawiciele

### Główna linia
- Iwan (Iwaszko) Zenowicz (zm. do 1486) – syn Zenona Bratoszyca.
  - Jurij Iwanowicz Zenowicz (ok. 1450 – po 1516) – syn Iwana, namiestnik (starosta) brasławski (1494–1499), smoleński (1507–08) i mohylewski w 1514, od 1516 marszałek na dworze wielkiego księcia litewskiego Zygmunta I Starego.
    - Mikołaj Zenowicz (-?) – najstarszy syn Jurija Iwanowicza, uczestnik wojny litewsko-moskiewskiej (1500-1503), po bitwie nad Wiedroszą w niewoli moskiewskiej wraz z Konstantym Ostrogskim.
      - Jerzy Mikołajewicz Zenowicz (ok. 1510–1583) – syn Mikołaja, starosta (tenutariusz) czeczerski i propojski (1547-70), lepelski od 1570 i dziśnieński 1577, kasztelan połocki (1566–1570) i smoleński  (1579). Był uczestnikiem wojen inflanckich (1558–1583). W okresie postępów reformacji w Rzeczypospolitej przyszedł na kalwinizm.
        - Halszka (Zofia) – żona Michała Wiśniowieckiego, prababka króla Michała Korybuta Wiśniowieckiego.
        - Krzysztof Zenowicz (ok. 1540–1614) – syn Jerzego,  starosta (tenutariusz) czeczerski i propojskim (1577–1590), kasztelan brzeski (1585–1588), wojewoda brzeskolitewski od 1588. Protektor kalwinizmu, fundator zboru w Smorgoniach (obecnie kościół Świętego Michała Archanioła). Pozostawił rękopis utworu w języku polskim „Tragedia albo początek upadku znacznego w W. Ks. Litewskim” (wyd. „Athenaeum”, 1846, z. 3, s. 9-10).
          - Zofia – żona najpierw Stanisława Kiszki, a po jego przejściu na katolicyzm, anulowaniu małżeństwa i zostaniu biskupem żmudzkim, żona Aleksandra Słuszki, razem z którym przeszła na katolicyzm ok. 1620 r.
          - Mikołaj Bogusław Zenowicz (zm. 1621) – syn Krzysztofa, starosta czeczerski i propojski od 1614, kasztelan połocki od 1618. Przeszedł na katolicyzm. Zmarł 7 września 1621 w czasie oblężenia Chocimia podczas wojny z Turcją. Ostatni męski przedstawiciel tej linii.
            - Anna Zofia (zm. 1664) – córka Mikołaja Bogusława, żona księcia Albrychta Władysława Radziwiłła, a następnie Franciszka Floriana Zebrzydowskiego, kasztelana lubelskiego.
            - Zofia – córka Mikołaja Bogusława, żona Pawła Sapiehy[potrzebny przypis]

### Inni przedstawiciele
- Jerzy (Jur) Jan Zenowicz, starosta opeski – sędzia wileński (1639).
  - Stanisław Zenowicz (zm. 1672) – leśniczy wilkijski (1646), podsędek wiłkomierski od 1653 r., podkomorzy wiłkomierski od 1661 r., poseł na sejm (1665), kasztelan nowogródzki od 1671 r.
    - Krzysztof Zenowicz (zm. 1717) – syn Stanisława, marszałek oszmiański (1687–1701), starosta oszmiański (1701–1715),  pisarz wielki litewski (1703–1709), pułkownik, wojewoda miński od 1709.
- Jan Janowicz Zenowicz (ok. 1550–1614) – syn Jana, podstoli wielki litewski 1576–1594, kasztelan witebski (1594–1600) i smoleński od roku 1600, kalwin.
- Janusz Despot-Zenowicz – sędzia województwa wileńskiego, mąż Katarzyny Aleksandrowicz herbu własnego (Aleksandrowicz) vel Kosy
  - Tekla Despot-Zenowicz – córka Janusza, żona hetmana Józefa Sosnowskiego
- Antoni Zenowicz – podkomorzy połocki
  - Michał Despot-Zenowicz – działacz polityczny i społeczny, pamiętnikarz, marszałek szlachty
- Aleksander Iwanowicz Despot-Zenowicz (1829–1897) – gubernator tobolski 1862–1867, następnie urzędnik w ministerstwie spraw wewnętrznych.
- Stanisław Iwanowicz Despot-Zenowicz (1835-1900) – burmistrz (городской голова, głowa miasta) Baku w l. 1879–1894 r.
- Leon Zenowicz (zm. 1916) – emigrant, sekretarz gabinetu Napoleona III